# Дунай (Лодзинське воєводство)
Дунай (пол. Dunaj) — село в Польщі, у гміні Пйонтек Ленчицького повіту Лодзинського воєводства.
У 1975-1998 роках село належало до Плоцького воєводства.